# Un Blodymary
Cet article possède un paronyme, voir Bloody Mary (homonymie).
Un Blodymary est le second album de Las Ketchup, sorti en Mai 2006.
Le groupe a chanté la chanson Un Blodymary lors de l'Eurovision 2006.

## Track List
1. Un Blodymary
2. Doctora Laser
3. Paparazzi
4. Doble Bombo
5. Desafina Como Quieras
6. Se Me Escapo El Maromo
7. El Neceser De Mi Paco
8. La Comentarista
9. Alegrias De Mi Tanga
10. Imagina

## Classements
Le titre est classé numéro 7 dans les charts espagnols en 2006 et numéro 8 en finlande.